# Rosmery Martínez
Rosmery Martínez Rosales (El Espinal, Tolima, 11 de marzo de 1963) es una psicóloga y política colombiana. En 2002 fue elegida como representante en la Cámara del Congreso de Colombia por el Tolima. Es Coodirectora Nacional del Partido Cambio Radical. El 9 de marzo de 2014 fue elegida por elección popular para integrar el Senado de Colombia.

## Biografía
Es hermana del expresidente de la Cámara de Representantes Emilio Martínez Rosales. Psicóloga y Licenciada en Preescolar y Promoción de la Familia de la Universidad Santo Tomás, con Especialización en Gestión Pública de la Escuela Superior de Administración Pública, Especialización en Derechos Humanos, Maestría en Educación de la University of Louisville de los Estados Unidos y en la actualidad cursa un doctorado en Educación con énfasis en Derechos Humanos en la Universidad Santo Tomas.
Rosmery Martínez Rosales se ha desempeñado como docente de diversas Escuelas Públicas del Departamento del Tolima, así como de la Universidad Santo Tomás a Distancia.
Antes de llegar al Congreso de la República, Representó Colombia como Cónsul de Primera Clase en la Ciudad de Colón – Panamá.
Es cofundadora de la fundación ICCF – Colombia.

## Trayectoria pública
Con el apoyo del Partido Cambio Radical y Emilio Martínez Rosales se convirtió en la primera mujer en lograr una curul en la Cámara de Representantes de Colombia por la circunscripción electoral del Tolima en el período 2002-2006 con 81.061 votos, resultando la segunda más votada en su departamento en esa elección.
Fue reelegida como representante a la Cámara por los períodos 2006-2010 y 2010 – 2014, siendo además Codirectora del Partido Cambio Radical. Hizo parte de la Comisión Primera. El 9 de marzo de 2014, Rosemary Martínez logró una Curul en el Senado de Colombia con 50.320 votos por el Partido Cambio Radical.

### Normas de su autoría
El trabajo legislativo de Rosmery Martínez ha producido las siguientes leyes:
- Ley 1632 de 2013 Por la cual se rinde honores a la desaparecida ciudad de Armero (Tolima) y a sus víctimas y se dictan otras disposiciones.
- Ley 1452 de 2011 Por la cual se crea la Estampilla Prodesarrollo del Instituto Tolimense de Formación Técnica Profesional ITFIP o del Ente que haga sus veces y se dictan otras disposiciones
- Ley 1402 de 2010 Por la cual la nación se asocia a la celebración de los cincuenta años de la diócesis del Espinal.
- Ley 1013 de 2006 Por la cual se modifica el artículo 14 de la Ley 115 de 1994 (enseñanza de la urbanidad y cívica en la educación básica y media)
- Ley 1085 de 2006 Por la cual se modifica parcialmente la Planta de Personal de la Cámara de Representantes (creación de la comisión Legal para la Equidad de la Mujer)